# Gary Sheffield (bobbista)
Gary Sheffield (18 agosto 1936 – 20 novembre 2004) è stato un bobbista statunitense.

## Biografia
Viene ricordato come vincitore di quattro medaglie ai campionati mondiali:
- 1951, argento nel bob a quattro con Stanley Benham, Patrick Martin e James Atkinson.
- 1959, oro nel bob a quattro Arthur Tyler, Parker Vooris e Thomas Butler.
- 1961, argento nel bob a due con Jerry Tennant e nel bob a quattro con Stanley Benham, Jerry Tennant e Chuck Pandolph [1].